# 北浦広域農道
北浦広域農道（きたうらこういきのうどう）は、山口県長門市を通る農道で、川尻岬へと向かう。

## 概要
工事は1971年（昭和46年）から1984年（昭和59年）にかけて行われた。

## 沿線風景
この農道の起点は長門市の国道191号と山口県道286号との交差点から北西向きに向かうところから始まり、川尻岬まで進む。山陰本線を跨いだ後は概ね農地の広がりを見せながらその中を横切っていき、その後山岳部の中を入る。ここから棚田式の農地が多く存在していてしばらくこのような光景が続く。この途中で妙見山を東側から見渡せるが西側の油谷湾は線形上眺めはあまりよくない。その油谷湾沖に山口県道66号が走り、やがてこの農道と県道66号はすれ違う。農道はその先も続き大浜海水浴場の横を通りながら日本海を見渡し、終点である川尻岬の方まで結ぶ。

## 交差する道路や鉄道
- 国道191号
- 山口県道66号
- 山口県道286号
- 山陰本線

## 周辺の観光地など
- 川尻岬
- 妙見山
- 油谷湾
- 大浜海水浴場